# نشان ملی بنگلادش
نشان ملی بنگلادش (به بنگالی: বাংলাদেশের জাতীয় প্রতীক – Bānglādēśēr Jātīẏo Pratīk) مدت کوتاهی پس از استقلال در سال ۱۹۷۱ تصویب شد.
یک گل نیلوفر آبی ستاره‌ای در مرکز نشان قرار دارد. در دو طرف آن خوشه‌های برنج قرار گرفته‌است. در بالای آن نیز سه برگ به هم پیوستهٔ چتایی و چهار ستاره است. نیلوفر آبی ستاره‌ای گل ملی بنگلادش است و نشان دهندهٔ رودهای فراوان جاری در این کشور است. برنج به‌عنوان غذای اصلی بنگلادش و به‌عنوان نماد کشاورزی این کشور در نشان ملی حضور دارد. چهار ستاره بیانگر چهار اصل بنیادینی هستند که در نخستین قانون اساسی بنگلادش که در سال ۱۹۷۲ تصویب شد، مورد تأکید قرار داشتند و شامل ملی‌گرایی، سکولاریسم، سوسیالیسم و دموکراسی بودند.
جزئیات نشان ملی در اصل چهارم قانون اساسی بنگلادش شرح داده شده‌است.